# Tartus rådhus
Tartus rådhus (estniska: Tartu raekoda) är Tartus stadshus, i Estland. 

## Historik
Dagens rådhus är det fjärde rådhuset på samma tomt. Det äldsta rådhuset brann ned 1661 genom oförsiktighet av svenska soldater. Ett andra rådhus invigdes 1693.
| ”                                   | Auspiciis, Clementia et Munificentia Sac. Reg. Maiestatis Suecicae, Caroli XI. Regis optimi, Curia Dorpatensis iustitiae et aequitati sacra restaurata est Anno 1693. | „ |
| – Inskription på det andra rådhuset | |   |

Under Stora nordiska kriget förstördes stan av eld 1708. Omkring år 1730 uppfördes ett nytt rådhus av trä, som brann ned den 25 juni 1775 under Den stora stadsbranden i Tartu. För att återuppbygga staden togs en kollekt upp i hela guvernementet Livland och Estland, varefter grundstenen till ett nytt rådhus kunde läggas 1782. Rådhuset byggdes sedan fram till 1785, efter ritningar av den tyske arkitekten Johann Heinrich Bartholomäus Walter. Huset var ursprungligen ritat för att också rymma flera privatbostäder, ett stadsfängelse och lagerlokaler för vikter och mätinstrument. Rådhuset har från första början haft otillräckligt utrymme för offentliga ändamål, och än idag finns det ett apotek i byggnaden. Arkitekten och murarmästaren J. H. B. Walther arbetade också med Von Bock-huset, som uppfördes på andra sidan torget och som färdigställdes samtidigt som rådhuset.
Rådhuset är byggt i tidig nyklassicistisk stil med detaljer i rokoko och barock, till exempel klocktornet, som inhyser det klockspel, som spelar varje dag. Rådhuset visar många stilistiska likheter med det något tidigare byggda rådhuset i Narva.

## Bildgalleri

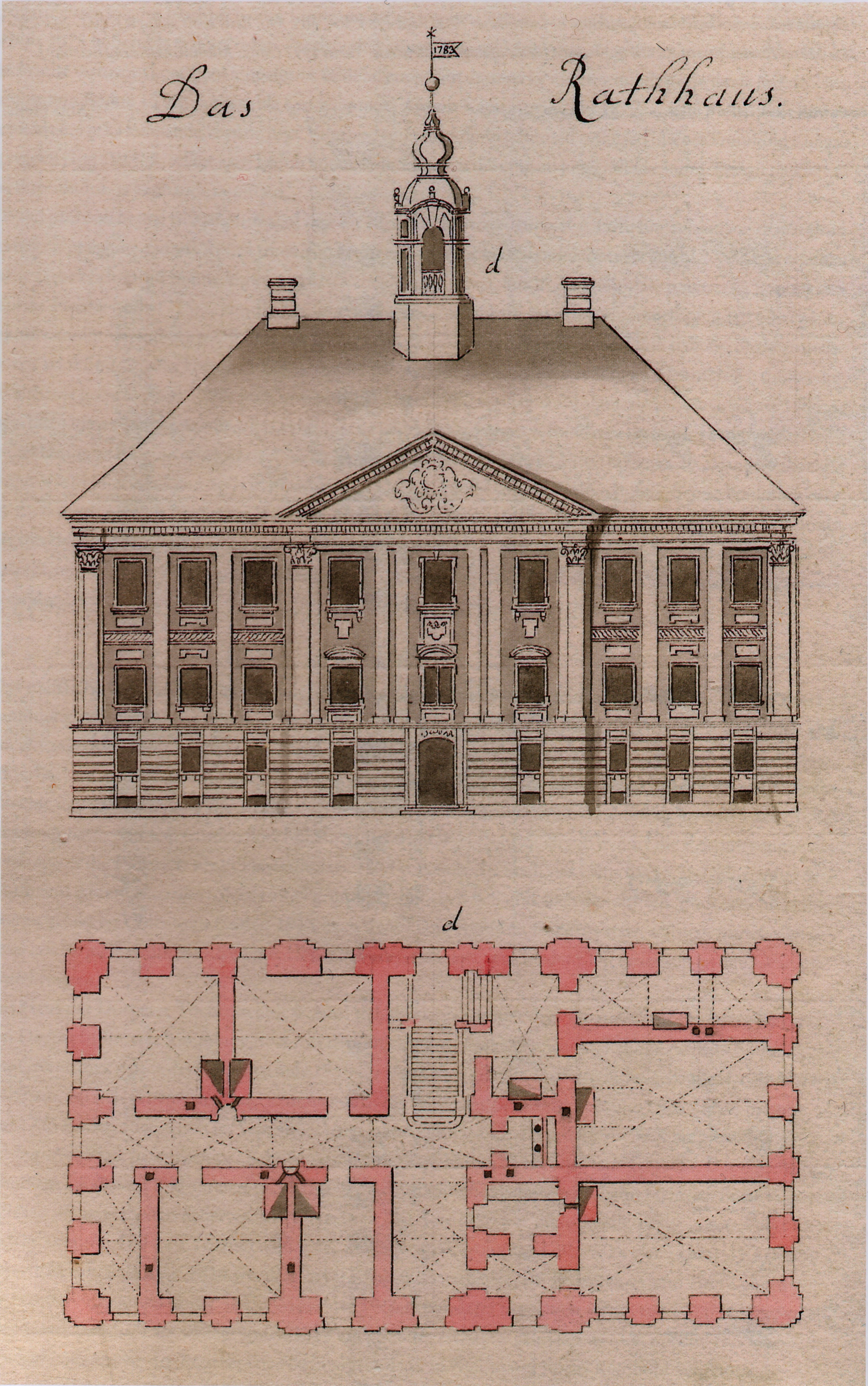
Byggnadsritning
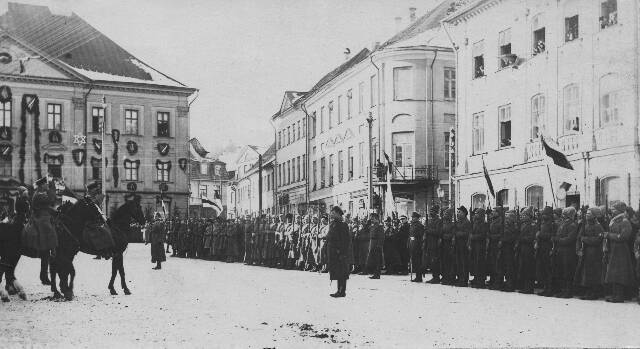
Estländsk militärparad den 24 februari 1919, på ettårsdagen av självständighetsförklaringen
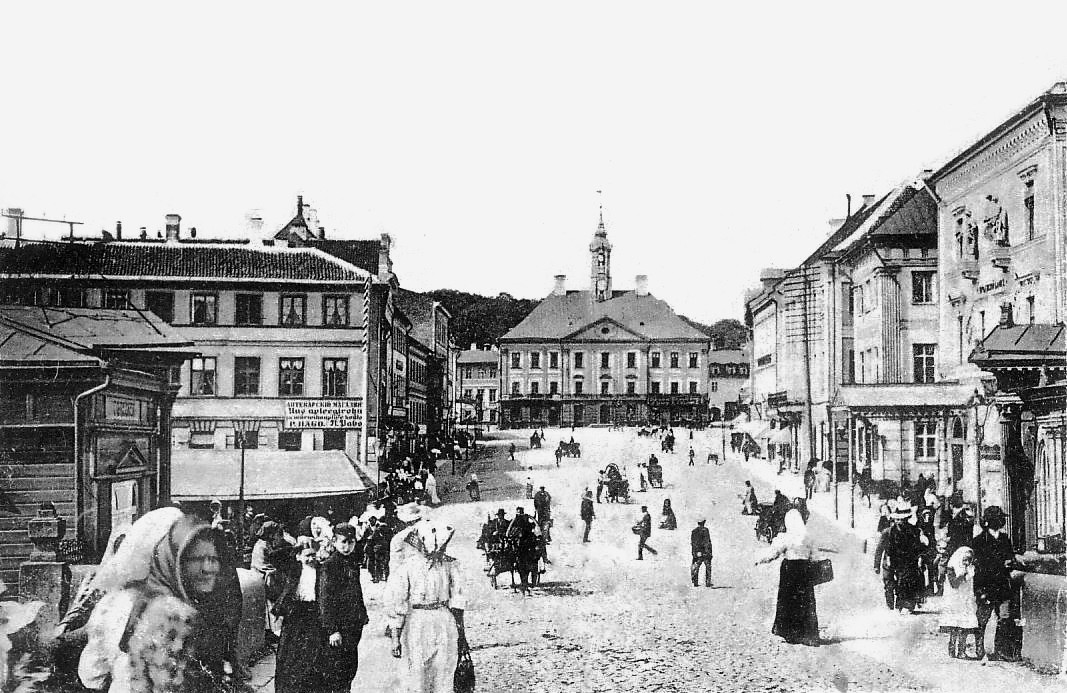
Rådhustorget 1925
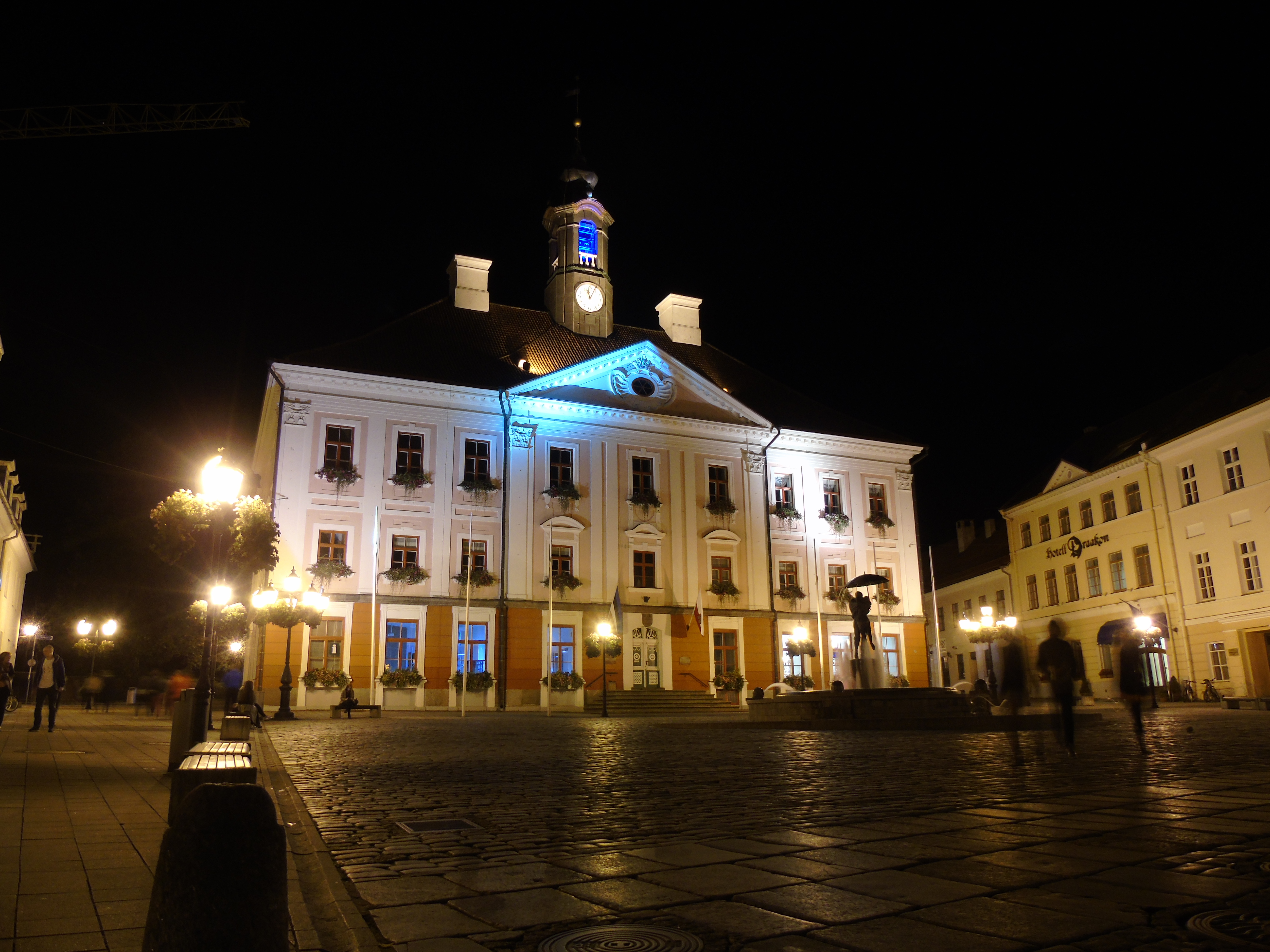
på natten